# Tòa nhà Chính phủ Thái Lan
Tòa nhà Chính phủ (tiếng Thái: ทำเนียบรัฐบาล; RTGS: Thamniap Ratthaban) là văn phòng của Thủ tướng Vương quốc Thái Lan và những Bộ trưởng thuộc các ban ngành trong nội các. Bên trong Tòa nhà có những phòng hội nghị, sử dụng cho các hoạt động hành chính và tiếp khách ngoại quốc. Kiến trúc tòa nhà theo phong cách khá giống một cung điện, tổng diện tích sàn hơn 45.000 m2. Đức vua Vajiravudh (Rama VI) đã cử kiến trúc sư người Ý là Annibale Rigotti thiết kế tòa chính năm 1923, mặc dù việc xây dựng Tòa nhà vẫn không hoàn thiện đầy đủ do Rigotti đã trở lại Ý sau khi Đức vua mất năm 1925. Lúc đầu, công trình được xây dựng nhằm trở thành nơi cư ngụ gia đình cho những vị tướng mà Nhà vua yêu quý, nhưng sau đó, Tòa nhà trở thành văn phòng Thủ tướng Chính phủ từ năm 1941. Thủ tướng Plaek Pibulsonggram tiếp tục giao cho họa sĩ và điêu khắc gia người Ý Corrado Feroci hoàn thành nốt công trình (cùng làm việc với kiến trúc sư Ercole Manfredi). Nóc tòa nhà chính bao bởi một mái vòm khắc lên hình ảnh vị thần Phra Phrom (Brahma) và mặt tiền chính diện của công trình tương tự dinh thự Ca' d'Oro Palazzo ở Venice.
Suốt cuộc khủng hoảng chính trị Thái Lan năm 2008, những người biểu tình phe chống chính chủ đã bao vây phong tỏa Tòa nhà. Sau pháp lệnh của tòa án, đoàn người chuyển đi, nhưng sau đó lại tiếp tục bủa vây và ngăn không cho Tòa nhà Chính phủ hoạt động. Vì vậy, nội các Thái Lan phải tạm thời chuyển đến Sân bay Quốc tế Don Mueang ở quận Don Mueang, Bangkok.
Ngay sau đó, những người biểu tình tiếp tục bao vây Sân bay Quốc tế Don Mueang, khiến nội các không thể có nơi làm việc. Ngày 1 tháng 12 năm 2008, sau cuộc phản kháng suốt 3 tháng liền, đoàn biểu tình quyết định rút khỏi Tòa nhà Chính phủ.

## Công trình Thai-Khu-Fah
Thai-Khu-Fah (ตึกไทยคู่ฟ้า) là một công trình quan trọng trong Tòa nhà Chính phủ Thái Lan. Tòa nhà này như một biểu tượng của Thủ tướng và Chính phủ của Vương quốc, là văn phòng hoạt động của Thủ tướng và có một đại sảnh hội nghị cho Nội các Chính phủ, tương tự như Nhà trắng của Hoa Kỳ hay Căn nhà Số 10 Phố Downing tại Anh quốc. Tòa nhà này chỉ có hai tầng mang phong cách kiến trúc Tân Venetian Gothic pha lẫn với nghệ thuật Byzantine và chỉ có một cầu thang. Trên mái nhà có một điện thờ nhỏ cho Vị thần Brahma. Tầng dưới gồm ba phòng khách, căn phòng đầu tiên gọi là Căn phòng Mái vòm Vàng ở hướng nam của Tòa nhà, tiếp những vị khách của Thủ tướng Chính phủ. Phòng khách thứ hai gọi là Căn phòng Ngà, nằm trước Căn phòng Mái vòm Vàng và liền kề bên phải, là nơi Thủ tướng tiếp những vị khách chính thức. Và căn phòng còn lại, Căn phòng Tía, nằm ở tầng trệt, phía bên tay trái Tòa nhà. Đây là phòng tiếp khách của Phó Thủ tướng cũng như những Bộ trưởng các ban ngành trong nội các. Ngoài ra, công trình còn có một phòng hội nghị nhỏ cho các cuộc họp của Hội đồng Ủy ban với Chủ tịch Hội đồng là Thủ tướng Chính phủ. Tầng trên Tòa nhà là văn phòng làm việc của Thủ tướng, văn phòng các cán bộ chính trị và phòng hội nghị nội các cũ.

## Thư viện ảnh

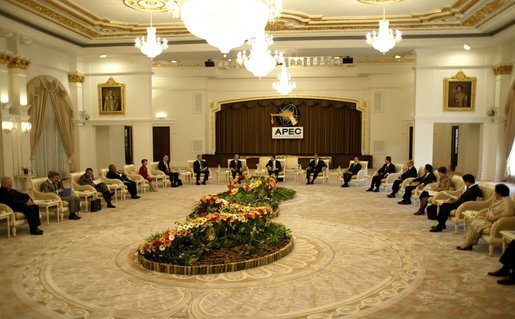
Hội nghị APEC 2003
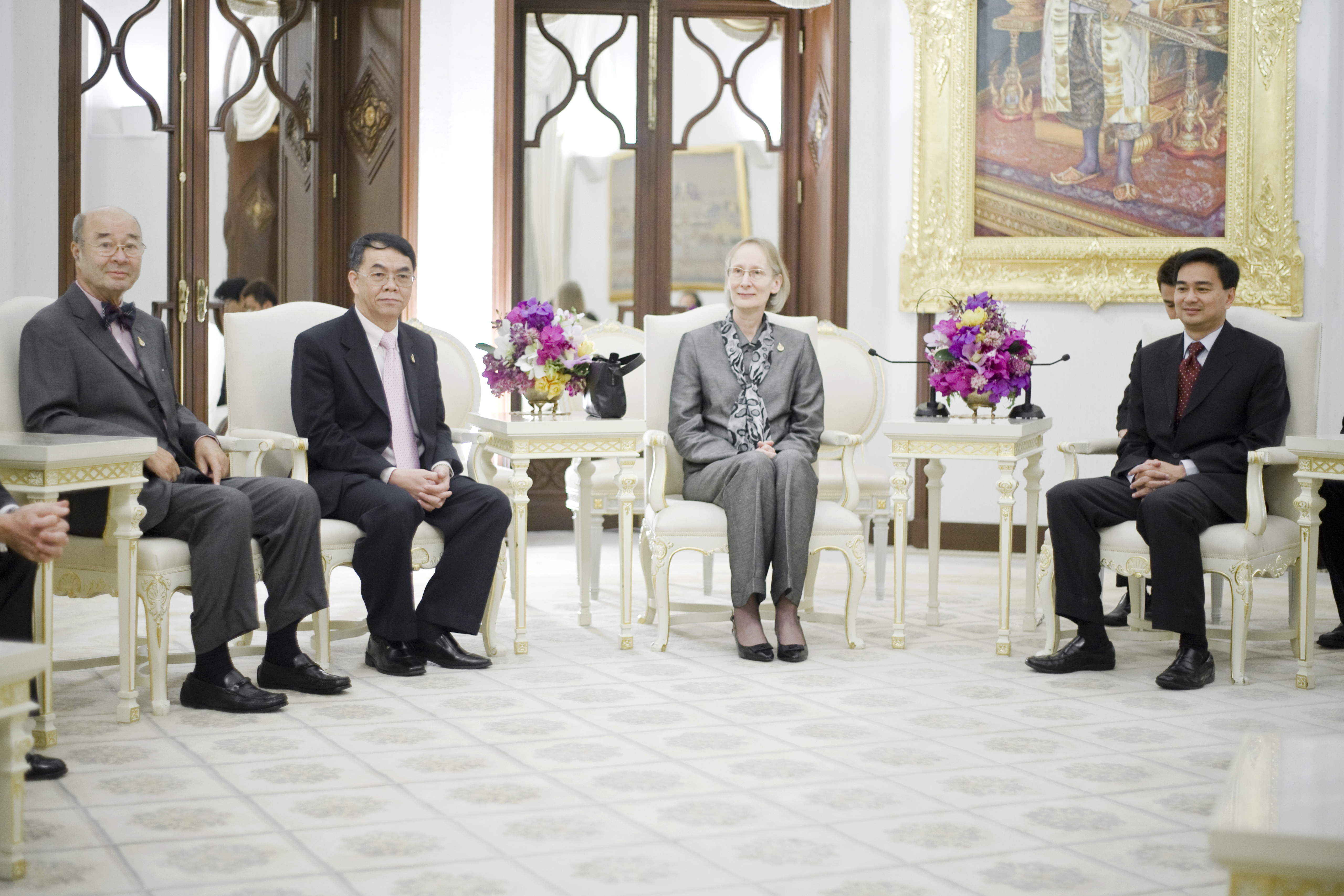
Cựu Thủ tướng Abhisit Vejjajiva (phải) tiếp khách tại Căn phòng Ngà
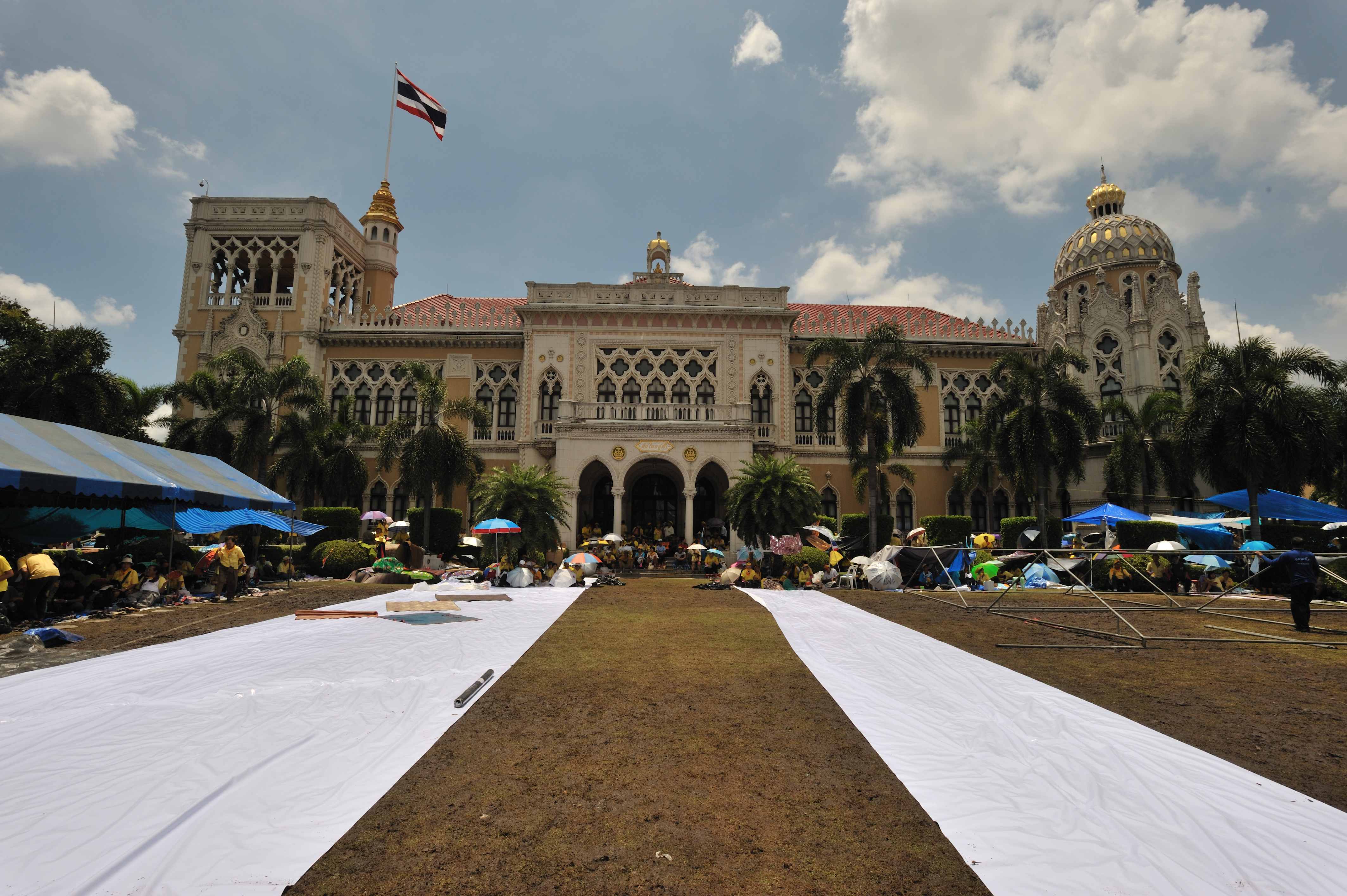
Phe biểu tình chống chính phủ trong cuộc Khủng hoảng chính trị Thái Lan 2008–2010, tháng 8 năm 2008